# Муса Манаров
Муса Хираманович Манаров је бивши совјетски космонаут азербејџанског порекла, који је у свемиру укупно провео преко 541 дан. По етничкој припадности је Лак из Дагестана, са северног предела Кавказа.
Био је пуковник у Совјетском ратном ваздухопловству. Дипломирао је на Московском инстититуту за авијацију, инжењерски смер, 1974. године. За космонаута је изабран 1. децембра 1978. године.
У свемир је летео два пута. Први пут од 21. децембра 1987. до 21. децембра 1988. године, када је био летачки инжењер мисије Сојуз ТМ-4. Тада је у орбити укупно провео 365 дана 22 сата и 38 минута. Затим је од 2. децембра 1990. до 26. маја 1991. године поново био летачки инжењер мисије Сојуз ТМ-11. Овај лет укупно је трајао 175 дана 1 сат и 50 минута. Током свог боравка у орбити, Манаров се бавио надгледањем Земље и експериментима везаним за производњу и конструкцију у свемиру, а притом је акумулирао и преко 20 сати шетајући свемиром.
Муса Манаров тренутно живи у Русији. Ожењен је и има двоје деце.

## Спољашњи везе
- Биографија на сајту